# Classe Balikpapan
La classe Balikpapan est une classe de huit péniches de débarquement lourdes (officiellement Landing Craft Heavy ou LCH) construite pour la Royal Australian Navy.

## Historique
Les huit navires de la classe ont été construits par Walkers Limited pour l'Australian Army au début des années 1970. Une réorganisation des responsabilités des ressources navales fit que les péniches de débarquement furent transférées à la Royal Australian Navy (RAN), avec sept péniches mises en service directement pour la RAN entre 1973 et 1974, et le navire de tête HMAS Balikpapan quant à lui transféré de l'Armée à la Marine. Pendant la période qui a précédé l'indépendance de la Papouasie-Nouvelle-Guinée en 1975, deux des navires (les HMPNGS Salamaua et HMPNGS Buna) ont été transférés à la nouvelle Force de Défense de Papouasie-Nouvelle-Guinée.
Les six navires RAN restants ont été décommissionnés dans les années 2010 : les HMAS Balikpapan, HMAS Betano et HMAS Wewak en 2012 ; les HMAS Brunei, HMAS Labuan et HMAS Tarakan en 2014. Les deux navires de la Papouasie-Nouvelle-Guinée étaient encore en service actif lorsqu'en 2014 l'ancien HMAS Labuany est transféré en tant que navire-école (HMPNGS Lakekamu).
Les HMAS Brunei et HMAS Tarakan ont été rénovés et donnés à la Marine philippine en 2015, sous les noms de BRP Ivatan et BRP Batak. Trois unités supplémentaires de la classe (ex HMAS Balikpapan, HMAS Wewak et HMAS Betano) ont été achetées par les Philippines et livrées en mars 2016.

## Navires de la classe
| Nom                     | Nouveau nom            | Flotte                                      | Statut            |
| ----------------------- | ---------------------- | ------------------------------------------- | ----------------- |
| HMAS Balikpapan (L 126) | BRP Agta (LC-290)      | Marine philippine                           | Actif             |
| HMAS Brunei (L 127)     | BRP Ivatan (LC-298)    | Marine philippine                           | Actif             |
| HMAS Labuan (L 128)     | HMPNGS Lakekamu (L 33) | Forces navales de Papouasie-Nouvelle-Guinée | Actif             |
| HMAS Tarakan (L 129)    | BRP Batak (LC-299)     | Marine philippine                           | Actif             |
| HMAS Wewak (L 130)      | BRP Iwak (LC-289)      | Marine philippine                           | Actif             |
| HMAS Salamaua (L 131)   | HMPNGS Salamaua (L 31) | Forces navales de Papouasie-Nouvelle-Guinée | Retiré du service |
| HMAS Buna (L 132)       | HMPNGS Buna (L 32)     | Forces navales de Papouasie-Nouvelle-Guinée | Actif             |
| HMAS Betano (L 133)     | BRP Waray (LC-288)     | Marine philippine                           | Actif             |